# Phileas Gilbert
Phileas Gilbert (1857-1942) était un chef cuisinier français, journaliste, bibliophile érudit, auteur d'ouvrages et articles sur la cuisine et la gastronomie. Il fut l'ami ou le maitre des grands noms de la cuisine de la Belle époque :  Urbain Dubois, Escoffier, Prosper Salles, Prosper Montagné (son premier chef-d'œuvre), Joseph Fabre, Edouard Nignon, Paul Bouillard, Apollon Caillat, etc. C'était un professionnel précis, attentionné à ses collaborateurs.
Ses qualités d'écrivain le font nommer par Joseph Favre un des écrivains culinaires les plus en vue de son époque.

## Biographie
Il est né le 11 septembre 1857 à La Chapelle-sur-Oreuse. Il suit une formation de pâtissier qu'il achève chez Favart, Ruelle et Quillet à Paris (1874). Il aurait été profondément marqué par le chef Dermigny de Potel et Chabot puis traiteur à Laon, avant d'entrer à la Taverne de Londres, puis en maisons bourgeoises (Comte de Jouvencelle, Comte de Beaucaire).
Il est chef du restaurant Bonvalet à Paris de 1884 à 1920. En 1886, il est rédacteur dans Le Progrès des cuisiniers (nouvel organe de la Chambre syndicale), en 88 il est membre du Comité Central du Congrès des Cuisiniers de France, en 89 le Figaro le signale dans les Artistes culinaires actuels (un jeune qui a tenu et qui promet encore). Il reçoit le premier prix au concours culinaire de 1888. Il est l'un des créateurs de l'Académie de cuisine, et son premier lauréat en 1890, la même année il est au Comité central de la Fédération ouvrière des cuisiniers de France.
Journaliste, il publie dans la presse (Variétés gastronomiques hebdomadaire dans La République française 1896 à 1900 et à nouveau en 1905, Les Affiches de Strasbourg, Les Annales politiques et littéraires (1900), La Dépêche de l'Eure et Loir, l'Hygiène (1912), Le Figaro (1938, 39).
Il épousa successivement Eugénie Joséphine Gibert, couturière à Bouleurs en novembre 1883 et Alphonsine Léontine Gohin en octobre 1922.  Il meurt en juin 1942 à Pont-aux-Dames (Seine-et-Marne).

## Continuité, connaissance et innovation
Il est d'un naturel marqué par sa formation de pâtissier et son penchant à l'érudition historique. Christophe Raoux (2016) écrit «Toutes les recettes et articles publiés tout au long de sa carrière sont exemplaires par leur souci du détail et leur clarté. Il deviendra un grand théoricien de la cuisine».
Parmi les innovations notables son menu végétarien publié en 1897 avec sa célèbre chartreuse Francisque Sarcey (une chartreuse de légumes maintenue par une purée de pomme de terre) évolution de la sole Francisque Sarcey de Charles Driessens, début de la cuisine végétarienne occidentale.

### Dans la tradition de Carême

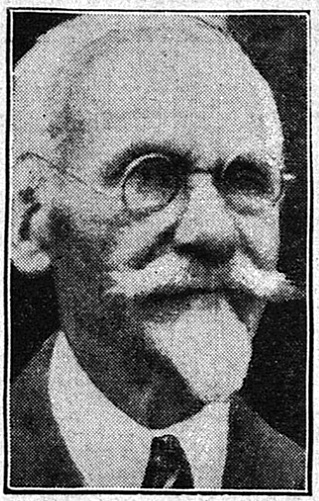
Phileas Gilbert dans L’Intransigeant du 8 mars 1933.

C'est à l'initiative de Philéas Gilbert que le pâtissier Ch. Wallet entreprit de retrouver la tombe alors à l'abandon d'Antonin Carême (le père de la cuisine moderne) au cimetière de Montmartre, et la prise en charge des frais de son entretien par la Société des Cuisiniers de Paris, ce qui en dit long sur son respect pour son illustre prédécesseur. C'est autant l'esprit d'innovation de Carême que son œuvre d'architecte des grandes tables que Gilbert admire. À propos d'un sujet débattu à son époque sur l'abondance des menus, il note : « Si le grand cuisinier (Carême) qui se glorifiait d’avoir brisé le vieux moule des cuisiniers de la Régence et simplifié leur méthode, voyait nos menus officiels d'aujourd'hui, sa stupéfaction serait immense ; et il y a, en effet, une marge entre les 12 ou 14 articles de ces menus et ceux qu'il jugeait très simples, dont les moindres comportaient : 4 potages, 4 hors d'œuvre, 4 entrées froides, 4 relevés, 16 entrées chaudes, 4 plats de rôt, 8 entremets de légumes et 12 entremets sucrés ». Avec Escoffier (1912) dans Le Livre des menus, il codifie les règles de composition des menus, leur adaptation aux circonstances, au moment et aux convives avec ce précepte : le menu doit toujours être aussi court que les circonstances le permettent, dans les repas intimes le nombre des mets doit être sacrifié à leur finesse et à leur qualité. Cette évolution de la conception du repas est à la même époque illustrée par la publication quotidienne des menus de Prosper Montagné dans l'Excelsior.

### Auteur, bibliophile érudit
Conscient de la richesse de la tradition des chefs de cuisine et de la nécessité de l'étudier et l'enrichir, il constitue, comme ses amis Léopold Mourier, Prosper Montagné et Apollon Caillat une bibliothèque qui comprend des documents historiques: menus, gravures, portraits, photographies. Il accumule notes et manuscrits. Ces bibliothéques (celle de Caillat fait 5 200 ouvrages) seront rassemblées à la Société mutuelle des Cuisiniers, rue Saint-Roch.  
Ses compétences lui valent d'être associé à la rédaction des grands livres de cuisine d'Escoffier et de signer quelques monographies.

### Valorisation du statut des chefs et des cuisiniers

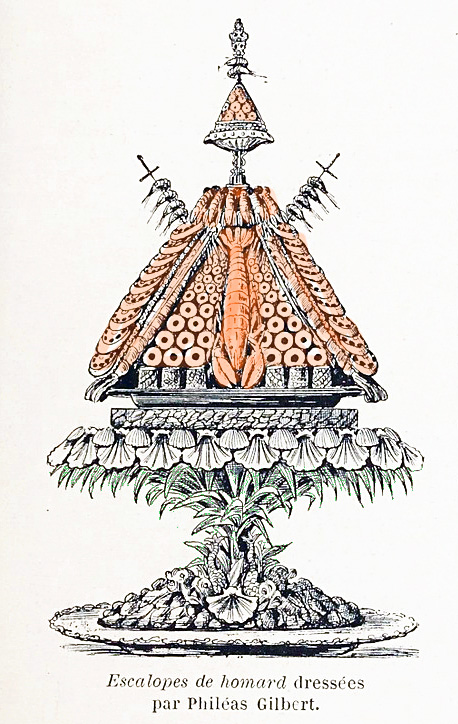
Escalopes de homard dressées par Philéas Gilbert dans La vie à table à la fin du XIXe siècle : théorie, pratique et historique de gastronomie moderne de Chatillon-Plessis (1897).

Son ambition est de donner à l'art culinaire (qu'il décrit aussi comme une science) un statut équivalent aux autres arts, il ressent l'ambiguïté du statut de cuisinier, praticien devant le fourneau, voir gnoleux et artiste. Par exemple il obtiendra avec Urbain Dubois et Achille Ozanne (1894, lui même poète auteur des Poésies Gourmandes) la possibilité de recevoir des distinctions honorifiques: Montagné et Caillat seront les premiers chefs chevaliers de la Légion d'honneur.
L’Art culinaire dont il est un contributeur régulier, publié par la Société des Cuisiniers Français contribue à diffuser la connaissance du métier. Il participe à la mise en place des formations et de l'apprentissage «Savoir et pouvoir, connaître et transformer, en un mot, posséder à fonds les connaissances du métier» (L’Art culinaire, septembre 1885). Ces efforts aboutissent avec la création de l'éphémère École professionnelle de cuisine et des sciences alimentaires (1891) premier et second degré, enseignement supérieur avec à côté des métiers de cuisine une formation à l’hygiène, l’histoire, la géographie, la botanique, la zoologie culinaire et délivrance du brevet de capacité professionnelle. La fermeture de l'école est due selon Gilbert au manque d'engagement des élèves et à la concurrence de l'usage au recours aux commis de cuisine, main d'œuvre bon marché. La question de l'apprentissage est récurrente à cette époque. L'impulsion est donnée, et les écoles de formation vont forger l'identité de la fonction des chefs et l'institutionnaliser.  
S'y ajoute avec succès un enseignement pratique de cuisine de ménage pour les «jeunes filles et des maîtresses de maison» et aussi les expositions culinaires (1878, 84, 85, etc.). La dynamique de cohésion sociale et un professionnalisme du corps est mise en œuvre. 

## Œufs Philéas Gilbert
Philéas Gilbert a reconstitué l'omelette du curé de Jean Anthelme Brillat-Savarin aux laitances de carpe, au thon et aux écrevisses, nappée de truffes. On lui a dédié (1934) les œufs sur le plat à la Philéas Gilbert dont la recette est perdue et deux autres préparations à base d'œufs: 
- Œufs frits à la Philéas Gilbert. «Faire frire huit œufs à l'huile, en procédant selon la méthode habituelle. Les dresser en couronne sur des fonds d'artichaut préalablement cuits aux trois quarts au blanc et étuvés au beurre. Garnir le centre avec des tomates épluchées, épépinées, concassées et fondues au beurre avec sel et poivre. Saupoudrer la fondue de tomates avec du persil haché». 1912[39].

- Omelette (soufflée) à la Philéas Gilbert. «Travaillez doucement sur un feu doux cinq jaunes d'œufs, un verre à liqueur de lait, une pincée de sel, une pincée de poivre blanc à l'aide d'un fouet jusqu'à ce qu'il forme le ruban; à ce moment, versez 300 g de beurre fondu par petite quantité, ajoutez de temps en temps quelques gouttes de lait, environ un demi-verre à bordeaux; en tournant jusqu'à la consistance d'une sauce mayonnaise épaisse. Retirer la casserole du feu, mélanger les blancs battus en neige très ferme, versez le tout dans un plat d'argent beurré; égalisez, nappez de fine crème double bien fraîche, saupoudrez légèrement le tout de gruyère râpé. Cuire à four à feu vif durant 13 à 15 minutes»[40].

Paul Bocuse (1985) a donné une daube de bœuf du maître Philéas Gilbert.

## Anthologie
- Etienne Michel. Les cuisiniers de Paris vont marquer le centenaire de la mort d'Antonin Carême, Gloire de la cuisine française. Le Matin, 11 février 1933[42].

« Du 19 au 28 février, dans les hôtels et dans les restaurants on pourra déguster, chaque jour, un menu de choix composé des principales recettes gastronomiques laissées par cet éminent maître queux. En organisant de telles manifestations culinaires, le comité a pour dessein, tout en rendant hommage à la mémoire et aux savants travaux d'un cuisinier français illustre, de fixer l'attention des gourmets et des touristes du monde entier sur les plaisirs délicats dont la France possède l'exclusivité.
Antonin Carême, a dit Philéas Gilbert, est la personnalité du cuisinier qui ne vécut que pour sa profession, le père de la cuisine moderne et aussi le prototype de l'ouvrier parti de bas et s'élevant, par la seule force de sa volonté, de son courage et de sa merveilleuse intelligence aux plus hautes cimes de son art »

## Publications

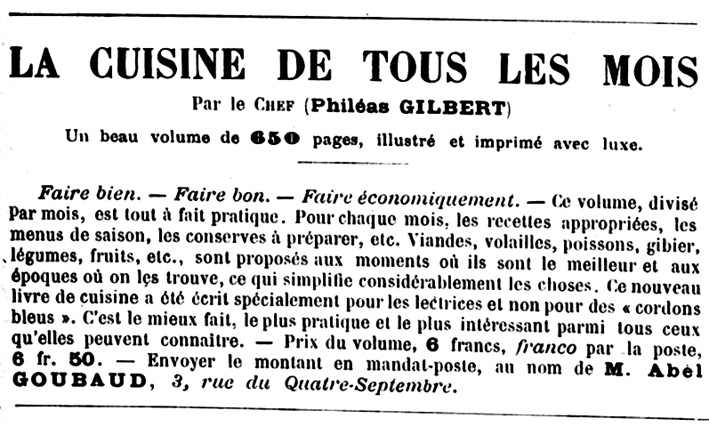
Philéas Gilbert a publié au début de sa carrière sous le pseudonyme Le Chef - publicité décembre 1893.

### Articles de presse
- Philéas Gilbert. L'anguille au vert, Le cucido portugais, La soupe à la bière... Les annales politiques et littéraires n° 890, 890, 891 Juillet 1900.

### Préfaces, introductions, bibliographie de Philéas Gilbert
- Alfred Suzanne, Préface de Philéas Gilbert. 300 manières d'accommoder les poissons. L'Art Culinaire, Encyclopedie culinaire. Paris, Dupont et Malgat, 291 p. 1899.
- Emile Darenne et Emile Duval, bibliographie par Philéas Gilbert. Traité de pâtisserie moderne. Meulan, éd. Auguste Réty, 733 p. 1909, réed. 1912.1950.
- Prosper Montagné et Dr. Gottschalk, préfaces d'Auguste Escoffier et Philéas Gilbert. Larousse Gastronomique. 1938, nombreuses édition et français et en anglais.
- R. Bodet (Société des cuisiniers de Parls et des Disciples d’Antonln Carême) introduction de Philéas Gilbert. Toques blanches et habits noirs. L'hôtellerie et la Restauration autrefois et aujourd'hui. Paris. Librairie Dorbon-Ainé. 284 p (Illustrations de Joseph Hémard) 1939[44].
- Michel Fernand, préface de Philéas Gilbert. Les conserves - 125 recettes pratiques et éprouvées à l'usage des hôtels, des restaurants et des familles. Paris Société des Cuisiniers de Paris 191 p. (non daté)
- Urbain Dubois portrait et biographie par Philéas Gilbert. La Cuisine artistique Études à l'école Moderne. Paris. Flammarion. 576 p.

### En collaboration ou seul
- Philéas Gilbert. Histoire de la Cuisine rétrospective. Paris, Progrès des cuisiniers,168 p. 1890[45], réed. 1894[46]. Médaille d'or de l'Académie de Cuisine[47].

- Philéas Gilbert. La cuisine de tous les mois. Paris. Abel Goubaud éditeur 647 p. 1893. réed. 1898 (710 p), 1931 (812 p),
- Auguste Escoffier avec la collaboration de Phileas Gilbert et Emile Fetu. Le Guide Culinaire. Aide-Memoire De Cuisine Pratique. Paris. Ernest Flammarion. 942 p. 1902. réed. 1907, 1921, 1925, 1982
- Auricoste de Lazarque, E. Capdeville, H. Chevalier, Fulbert-Dumonteil, Philéas Gilbert, Prosper Montagné, Jeanne Savarin. La bonne cuisine pour tous, 1200 recettes culinaires. Revue bimensuelle. Paris et Sceaux. Imprimerie Charaire. 31 numéros de février 1903 (au total 364 p.) à avril 1904 (au total 136 p.).
- F.-G. Dumas, recueil de textes avec menus de Philéas Gilbert, Prosper Montagné, et Auguste Escoffier. L'Almanach des Gourmands. Paris, Librairie Nilsson, 226 p. 1904. Illustré.
- Auguste Escoffier avec la collaboration de Philéas Gilbert et Emile Fetu (La Bnf donne Fetu pour auteur principal). Le Livre des Menus. Complément indispensable du Guide Culinaire.  Paris, Bibliothéque professionnelle, Ernest Flammarion. 164 p. 1912[48]
- Philéas Gilbert. L'alimentation et les techniques culinaires à travers les siècles suivi de la vie professionnelle de Carême pour les conférences organisées pour le groupe Les Disciples d'Antonin Carême. Société des cuisiniers de Pairs. 71 p. 1928, 1931
- Philéas Gilbert. Le poisson d'étang 150 recettes pratiques. Comité national de l'élevage. 135 p. non daté 1930.

- Recettes du cours de cuisine de Philéas Gilbert. La Cuisine à l'usage des familles et glossaire des termes culinaires. Paris, Librairie de l'enseignement technique 570 p. 1931
- Collectif (Curnonsky, Escoffier, Montagné, Philéas Gilbert, Derys etc.) La table, Magaszne de la gastronomie française. Paris; 1932 - trimestriel 2 numéros parus.